# Олександрівська селищна територіальна громада (Донецька область)
Олександрівська селищна громада — об'єднана територіальна громада в Україні, в Краматорському районі Донецької області. Адміністративний центр — смт Олександрівка.
Площа громади — 732,95 км², населення — 12 963 мешканці (2018).

## Історія
Утворена 30 січня 2018 року шляхом об'єднання Олександрівської селищної ради та Беззаботівської, Високопільської, Золотопрудської,
Мирнодолинської, Михайлівської, Некременської, Новоолександрівської, Очеретинської, Петрівської Другої, Староварварівської сільських рад Олександрівського району.

## Персоналії
- Подушко Зиновій Григорович - український художник, офіцер культурноосвітнього відділу Генерального штабу Армії УНР.
- Курінний Андрій Никифорович  — український живописець; член Спілки радянських художників України з 1974 року.

## Населені пункти
До складу громади входять 1 смт (Олександрівка) і 41 село: Беззаботівка, Бузинівка, Варварівка, Високопілля, Голубівка, Громова Балка, Дмитро-Дар'ївка, Дмитроколине, Єлизаветівка, Запаро-Мар'ївка, Зелене, Зелений Брід, Знаменівка, Золоті Пруди, Карпівка, Левадне, Львівка, Мар'ївка, Микільське, Мирна Долина, Михайлівка, Надія, Некременне, Новий Кавказ, Новоандріївка, Новобахметьєве, Новознаменівка, Новоолександрівка, Новополтавка, Новопригоже, Новостепанівка, Очеретине, Пасічне, Петрівка Друга, Петрівка Перша, Роздолля, Софіївка, Софіїно-Лиман, Староварварівка, Шаврове та Яковлівка.